# Búger
Búger település Spanyolországban, a Baleár-szigeteken. Búger Campanet, Sa Pobla, Inca és Selva községekkel határos. Lakosainak száma 1199 fő (2024).

## Népesség
A település népessége az elmúlt években az alábbi módon változott:
| Lakosok száma | 946  | 993  | 1063 | 1060 | 1047 | 1030 | 1050 | 1050 | 1084 | 1199 |
|               | 2001 | 2004 | 2006 | 2009 | 2011 | 2014 | 2016 | 2019 | 2021 | 2024 |